# Gare de Longview
La gare de Longview est une gare ferroviaire des États-Unis, située sur le territoire de Longview dans l'État du Texas.

## Histoire
Elle est mise en service en 1940.
Le Longview Train Depot devient un Recorded Texas Historic Landmark en 2014.

## Service des voyageurs

### Desserte
Ligne d'Amtrak : Le Texas Eagle: Los Angeles - Chicago